# Bring It All Back
"Bring It All Back" är en sång skriven av S Club 7, Eliot Kennedy, Mike Percy och Tim Lever för S Club 7:s debutalbum S Club (1999). Sången producerades av Kennedy, Percy och Lever och mottag blanda kritik av musikkrönikerna. Den släpptes som deras första singel i mitten av 1999 och användes som signaturmelodi till TV-serien Miami 7 på CBBC. Den toppade singellistan i Storbritannien och sålde där platina. Den hamnade också bland de tio främsta i Sverige och Republiken Irland.
"Bring It All Back" släpptes i Nordamerika den 25 januari år 2000 efter att TV-serien Miami 7 blivit populär i USA, men den misslyckade med att nå framgångar på Hot 100.

## Sången och musikvideon
I "Bring It All Back" sjunger alla kvinnliga medlemmar av gruppen. Jo och Rachel sjunger första versen medan Tina och Hannah sjunger den andra. De namnliga medlemmarna står för körsången.
I videon syns gruppen i staden Miami, orten där TV-serien Miami 7 utspelar sig. Scéner från olika avsnitt visas.
Vid videons slut syns gruppen på stranden, där den dansar och hoppar omkring.

## Format och låtlistor
Format och låtlistor för större singellanseringar av "Bring It All Back". 
| Nr                            | Titel                                 |
| ----------------------------- | ------------------------------------- |
| Storbritannien, cd-singel ett |                                       |
| 1.                            | "Bring It All Back"                   |
| 2.                            | "So Right"                            |
| 3.                            | "Bring It All Back" (K-Klass clubmix) |
| 4.                            | "Bring It All Back" (video)           |
| Storbritannien, cd-singel två |                                       |
| 1.                            | "Bring It All Back"                   |
| 2.                            | "Hello Friend"                        |
| 3.                            | "Bring It All Back" (utökad mix)      |
| Storbritannien, kassettband   |                                       |
| 1.                            | "Bring It All Back"                   |
| 2.                            | "So Right"                            |
| 3.                            | "Hello Friend"                        |

## Listplaceringar
| Lista                               | Topplaceringar |
| ----------------------------------- | -------------- |
| Brittiska singellistan              | 1              |
| Brittiska singellistan, totalt 1999 | 11             |
| Irländska singellisgan              | 3              |
| Nyzeeländska listan                 | 1              |
| Nederländska 40-i-topp              | 4              |
| Svenska singellistan                | 2              |
| Australiska ARIA-singellistan       | 3              |